# Genius (вебсайт)
Genius (укр. Геній) — американський вебсайт, заснований у серпні 2009 року Томом Леманом, Іленом Зекорі та Мебодом Магедом. Сайт дає можливість користувачам надавати анотації та інтерпретації до текстів пісень, додавати новини, джерела інформації, поезії та документи.
Спочатку був запущений як Rap Genius з акцентом на хіп-хоп музику, компанія привернула увагу та підтримку знаменитостей, а венчурний капітал дав можливість розробникам продовжувати розвиток. Сайт розширився у 2014 році, щоб охопити інші форми засобів масової інформації, такі як поп, література, R&B, також було добавлено вбудовану в анотації платформу. Того ж року вийшов додаток для iPhone. Версія для Android була випущена в серпні 2015 року. У 2016, компанія розпочала випуск оригінального відеоконтенту, орієнтованого на музику та проводити живі заходи та концерти.

## Історія

### Заснування і ранні роки (2009—2012)
Genius спочатку замислювався як краудсорсинговий сайт, орієнтований на хіп-хоп, і спочатку мав назву Rap Exegesis. Сайт змінив свою назву на Rap Genius у грудні 2009 року, тому що написання слова «exegesis» було важким для користувачів. Ресурс був створений в серпні 2009 року Томом Леманом (який ввів перший рядок коду для вебсайту о 0:30 19 серпня), Іленом Зекорі та Мебодом Магедом, ця трійця познайомилася під час студентських років в Єльському університеті. Леман і Магедом придумали ідею сайту влітку того ж року, коли Том запитав Мебода про сенс тексту в пісні Cam'ron. Після того, як Леман створив найпершу версію сайту, він разом із співзасновниками вирішив звільнитись з D. E. Shaw & Co. і Google, щоб зануритися в роботу над сайтом.

### Раннє фінансування
У 2011 році, коли сайт досяг позначки в 1 мільйон відвідувачів в місяць, Rap Genius подали заявку на запуск інкубатора Y Combinator, «ставши найбільш швидкозростаючим стартапом в історії Y Combinator». Отримавши $1,8 млн у вигляді стартового фінансування, засновники сайту змогли відкрити свій офіс в Вільямсбурзі, Бруклін. У 2012 році компанія отримала додаткові інвестиції у вигляді $15 млн від венчурної компанії Andreessen Horowitz, що базується у Кремнієвій долині. Бен Горовіц описав Genius як «одну з найважливіших речей, яку ми коли-небудь фінансували». Всіх трьох співзасновників було призначено до списку Forbes 30 Under 30 у категорії «Музика»

### Суперечки
Намагаючись поширити концепцію на інші жанри культури, у 2013 році Genius запустив кілька нових каналів, серед яких News Genius, Rock Genius та Poetry Genius. Сервіс також додав можливість для зовнішніх видавців інтегрувати платформу Rap Genius в інші вебсайти для створення анотованих статей. Однак, компанія зазнала деякі проблеми в області онлайн-контенту.

#### Суперечка про музичне видавництво
У жовтні 2013 Rap Genius був одним з п'ятдесяти сайтів, яким NMPA направила повідомлення за неліцензійну публікацію текстів пісень в інтернеті. На відміну від Genius, більшість сайтів, які потрапили під удар, підтримувалися рекламою. У відповідь на це, компанія Зекорі заявила, що «не може дочекатися на розмову з ними про те, як всі автори зможуть брати участь в проекті Rap Genius і отримувати з нього користь». У 2014 Genius уклав ліцензійну угоду з музичними видавництвами, що охоплює як минулі, так і майбутні публікації текстів пісень.

#### Штраф за пошук у Google Chrome
У грудні 2013 року Google покарав Rap Genius за порушення правил розміщення зворотніх посилань, зокрема, за участь в мережах блогів, видаливши сайт з топ-результатів пошуку. Навіть при пошуковому запиті «rap genius» результати з сайту rapgenius.com не з'являлися в топ-результатах. Замість цього в верхніх результатах відображалися лише сторінки Rap Genius в Twitter, Facebook і Wikipedia, а також новини, пов'язані з цим конфліктом. Це сталося після того, як блогер і учасник Rap Genius, Джон Марбах, викрив схему маніпулювання результатами пошуку Google за допомогою посилань, пропонуючи акції в Twitter або Facebook в обмін на посилання на Rap Genius з текстами, багатими ключовими словами. Rap Genius попросили вибачення, пообіцявши припинити і скасувати цю практику. Rap Genius також вказав, що його конкуренти беруть участь в подібній або навіть гіршій практиці, і попросив Google поліпшити результати пошуку текстів пісень.
Десять днів по тому, після видалення посилань, що порушують рекомендації Google, Rap Genius частково позбувся покарання.

#### Відставка Мебода Магедома
Fast Company включила співзасновника Rap Genius Мебода Магедома в список найбільш креативних людей 2013 року. Однак до початку 2014 року, Магедом скоротив свою участь в Genius до неповного робочого дня, через ускладнення після операції з видалення менінгіоми, доброякісної пухлини головного мозку. У травні 2014 Магедом подав у відставку після того, як анотував маніфест вбивці Еліота Роджера з Ісла-Вісти, назвавши його недоречним.

### Розширення та ребрендинг (2014—2015)

#### Нові програми та функції
28 січня 2018 було випущено додаток Genius на iOS. Співзасновник Genius, Том Леман, при запуску сказав: «Це справжній запуск Rap Genius. Зараз більше половини нашого трафіку надходить з мобільних пристроїв. Незабаром це буде 100 %».
У березні 2014 року Genius запустив функцію, що дозволяє користувачам вбудовувати анотовані тексти на інші вебсайти. Фелікс Салмон з агентства Reuters був одним з перших користувачів, який використовував платформу для створення анотованого розбору першої заяви Джанет Єллен по ФКВР. Nas розмістив весь анотований альбом Illmatic на своєму сайті для просування релізу Illmatic XX.

#### Перезапуск під назвою «Genius» і розширення фінансування
12 липня 2014 року, відображаючи своє недавнє розширення і перетворення в платформу, Rap Genius перезапустився як Genius. Засновники компанії заявили, що перейменування пов'язане з тим, що більшість користувачів Інтернету не можуть «зануритися» в історії, які вони знаходять, більш детально, і що мета Genius — «допомогти нам всім усвідомити багатство і глибину кожного рядка тексту». Компанія також отримала додаткові 40 мільйонів доларів в рамках серії фінансування, очолюваної інвестором Деном Гілбертом, головою Quicken Loans і власником Cleveland Cavaliers. З розширенням діяльності Genius переїхала з Вільямсбурга в Гованус. Genius також отримав підтримку від артистів, включаючи інвестиції Емінема, Наса і Фарелл Вільямса.
У якийсь момент репер Каньє Вест, шанувальник сайту, представив макет редизайну інвестору Бену Горовіц. Хоча Леман і був вражений, і сказав Business Insider, що майбутній редизайн можуть використовувати його елементи, редизайном не скористувалися. В середині 2015 року, разом зі зміненим логотипом і вебсторінкою, Genius випустив додаток для Android, яке дозволяло користувачам шукати тексти до пісень та анотації, і голосувати за них.

#### Розширення штату і нові партнерства
Хіп-хоп журналіст Роб Маркман був прийнятий на роботу в Genius в якості менеджера зі зв'язків з артистами. У вересні 2015 року Genius в партнерстві з The Washington Post підготував анотації до президентським дебатів, що проходили в той час. В наступному місяці Genius оголосив про наймання Брендана Фредеріка, який раніше працював в Complex, на посаду директора по контенту.
У 2015 році Рік Рубін, A-Trak, The-Dream і Емінем були серед тих, хто створив верифіковані акаунти. Лауреат Пулітцерівської премії письменник Майкл Шейбон також був верифікований і зробив кілька анотацій. Композитор і лірик, Лін-Мануель Міранда, також має верифікований акаунт, за допомогою якого він часто приєднувався до обговорень текстів пісень зі своїх мюзиклів «На висоті» і «Гамільтон».
У січні 2016 року Білий дім почав використовувати Genius для надання анотацій до онлайн-публікацій звернень президента Барака Обами «Про стан справ в країні».

### Запуск контенту (2016— наш час)
Genius почав створювати оригінальний контент у 2016 році, почавши з інтеграції «Behind the Lyrics», запропонованої у співпраці зі Spotify, яка «об'єднує спливаючі анотації з обраними треками з потокового сервісу, а також ексклюзивний контент виконавців», запустивши контент від Pusha T, Tinashe і Diplo. Спочатку додаток «Behind the Lyrics» був доступний тільки на iOS, а у квітні 2017 року був випущений на Android. У жовтні 2018 року Genius оголосив про партнерство з Apple Music, в рамках якого передплатники Apple Music могли відтворювати пісні у повному обсязі прямо з сайту. Крім того, Genius надаватиме тексти пісень для основного сервісу Apple Music. 4 лютого 2020 Apple Music і Genius оголосили про розширення партнерства, найбільш помітним з яких стала прем'єра флагманського контент-серіалу «Перевірено» на Apple Music, причому Apple Music приєднався до шоу як співпродюсер. Угода розглядається як частина більш масштабної ініціативи Apple по залученню ексклюзивного контенту на свою платформу в умовах конкуренції з боку інших цифрових потокових платформ, таких як Spotify, YouTube і Amazon Music.
Genius якийсь час планував створення оригінального відеоконтенту, і в червні 2016 року оголосив про наймання Регіни Деллеа, яка раніше працювала в Mic, на посаду керівника відділу відео. Планувалося, що Деллеа буде курирувати такі шоу, як «Genius Level, серія інтерв'ю в стилі Inside the Actors Studio під керівництвом Роба Маркман». У 2016 році Genius запустив відеосеріал «Verified», «в якому такі артисти, як Мак Міллер, Ice Cube і Common, розшифровують свої пісні на камеру», і з тих пір запустив різні інші серіали, включаючи «Deconstructed» (в якому продюсери розбирають створені ними треки) і «IRL», серію інтерв'ю, що охоплює всю кар'єру, першим учасником якої став DJ Khaled. У вересні 2016 року Genius оголосив про включення до ради директорів Стіва Стаута, засновника і генерального директора фірми Translation, що займається розробкою брендів і маркетингом. У 2017 Genius співпрацював з Logic, щоб створити епізод «Verified» для кожної пісні його альбому. Раніше Logic згадував Genius в своїй пісні «Slave II» з альбому 2016 року Bobby Tarantino з рядком: «Я такий же геній репу, як Роб Маркман».
У 2018 році компанія отримала додаткові 15 мільйонів доларів фінансування, довівши загальний обсяг фінансування до 79 мільйонів доларів з 2009 року. У червні 2019 року компанія Genius звинуватила Google в тому, що він без дозволу взяв тексти пісень з сайту Genius.com і опублікував їх безпосередньо на сторінках пошуку Google. Це призвело до падіння відвідуваності Genius.com. У грудні 2019 року ця звинувачення переросло в судовий позов, поданий в Нью-Йорку, в якому Google і LyricFind, канадська компанія, що надає ліцензійні тексти пісень компаніям, включаючи Google, Amazon і Microsoft, вимагали 50 мільйонів доларів в якості сукупного мінімального збитку.

#### Живі заходи
У 2017 році Genius почав проводити живі заходи у своїй штаб-квартирі в Брукліні. 26 квітня 2017 року Genius провів вечірку з репером Wale, присвячену виходу його альбому «SHiNE». В травні того ж року відбулося перше живе інтерв'ю Genius Level з The-Dream. 7 вересня 2017 Роб Маркман взяв інтерв'ю у Ісси Рей перед аудиторією, 9 вересня Genius провів свій перший живий концерт, організувавши фестиваль IQ / BBQ у своїй штаб-квартирі. На заході виступили такі артисти, як Pusha T, Dej Loaf, A Boogie wit da Hoodie. Виступ було організовано в партнерстві з Adidas і Atari.
У 2018 році Genius спільно з Dropbox провів захід під назвою «Lyrics to Life» — чотириденну художню виставку, на якій були представлені арт-інсталяції, натхненні музикою.
Під час пандемії COVID-19, Genius змінив частину своєї стратегії оригінального контенту, зосередившись на підході до організації прямих трансляцій, зокрема, за допомогою нової серії «Genius Live», розміщеної прямо на сайті. Її мета — стати новою платформою, яка буде сприяти взаємодії артистів з шанувальниками, і надавати можливості прямої монетизації. Функції, які були запущені після запуску, дозволили шанувальникам голосувати безпосередньо за сет-ліст, попросити артиста передати привіт, приєднатися до Watch Party, отримати шанс бути показаним на прямій трансляції, провести віртуальну зустріч і вітання, а також внести свій внесок в колективні нагороди, такі як відкриття невиданої пісні. Індивідуальні товари, створені спеціально для шоу Genius Live, також надходять у продаж під час виступу. Серед артистів, які були замовлені командою по роботі з артистами з моменту запуску проекту, — Vory, Mariah the Scientist, Wiz Khalifa, Ty Dolla $ign та Kid Laroi.
Під час пандемії Genius також перемістив іншу серію оригінального контенту, The Co-Sign, з YouTube на Twitch. Щоп'ятниці перспективні виконавці з усього світу отримують шанс поборотися за освітлення на платформі, зокрема, в серії «Genius Freestyles», яку очолює соціальна команда.

#### Мерчендайз
Genius почав продавати фірмові товари в середині 2016 року, а в грудні 2016 року взяв участь у «колаборації футболок з лінією Play Cloths репера Pusha T для Art Basel». У 2017 році Genius розширив асортимент товарів, випустивши колекцію «1997» з набором стилів і тем, натхнених культурними подіями 1997 року.

## Особливості
Твори і статті на Genius анотуються членами спільноти за допомогою різних рядків, виділених сірим кольором (схвалені анотації); при натисканні на ці рядки відображаються спливаючі блоки з текстом, які надають додаткові деталі і контекст для даного тексту. Користувачі можуть створювати свої власні анотації, виділяючи фрагменти тексту. Тексти на Genius упорядковано за різними тематичними каналами, включаючи реп, рок і поп-музику, літературу, новини, історичні тексти (History Genius), спорт, телебачення та кіно (Screen Genius), а також «X» — будь-які інші теми, що не охоплені іншими категоріями. Раніше сайт пропонував «Карту репу», яка буде показувати на Google Maps профілі і географічні об'єкти, пов'язані з реп-культурою або згадуються в реп-піснях. В 2021 році аналогічна функція була запущена в рамках фірмової кампанії в співпраці з французькою коньячною компанією Rémy Martin під назвою «Колективні звуки». Культурно значущі для музичних спільнот міст Лос-Анджелес, Чикаго, Нью-Йорк і Атланта пам'ятки були висвітлені текстами пісень і моментами поп-культури, які зробили їх культовими. Артисти 6lack, Mick Jenkins, Reason і Meechy Darko також розповіли про те, що ці місця значать для них.
Учасники Genius отримують бали, «IQ», за взаємодію на сторінці кожної пісні. В системі IQ використовуються як прямі бали — наприклад, 10 балів IQ за анотацію, так і система голосування. Особливо глибокі і популярні анотації отримують позитивні відгуки від інших користувачів, що збільшує кількість IQ користувача. Сторінки популярних пісень також нараховують IQ розшифровщик в міру досягнення певних рубежів кількості переглядів. На даний момент IQ не має мети викупу, але служить мірилом впливу члена спільноти на сайті. Редактори та модератори отримують додаткові кошти для отримання IQ в якості нагороди за роботу із забезпеченням якості на сайті.
Зареєстровані користувачі з IQ 300 відкривають більшість можливостей ролі «автор» і можуть завантажувати, редагувати і анотувати тексти. Вони також можуть пропонувати пропозиції щодо поліпшення вже опублікованих текстів і анотацій. Редактори, модератори і посередники — добровольці, які отримали цю роль в результаті колегіального голосування в співтоваристві Genius, — допомагають генерувати і контролювати контент для забезпечення якості написання. Користувачі можуть заробити IQ за різні взаємодії на сайті, такі як анотації або транскрипція пісень, голоси, перегляди сторінок пісень, а також конкурси / проекти, ініційовані спільнотою Genius і / або співробітниками спільноти.

### Spotify
З 2016 Spotify співпрацює з Genius в створенні функції «Behind the Lyrics», яка відображає тексти пісень і контент від Genius для обраних треків в додатку Spotify, дозволяючи користувачам переглядати анотовані тексти пісень під час їх прослуховування. Раніше при відтворенні треку на обкладинці альбому з'являлася чорна вкладка з написом «Behind the Lyrics», яка відкривала користувачам доступ до цієї функції. З 2021 року ця функцію знаходиться під плеєром треку, де користувачі можуть прокрутити сторінку вгору, щоб відкрити повний текст пісні.

## Ключові співробітники
Починаючи з 2021 р ключовими співробітниками і радниками Genius є співзасновники Том Леман і Ілен Зекорі (пішов у відставку з поста президента в 2021), додаткові члени ради директорів і інвестори Марк Андреессен, Бен Горовіц, Ден Гілберт і Стів Стаут; директор по контенту Брендан Фредерік; віце-президент по контент-стратегії Роб Маркман, директор зі стратегії Бен Гросс, президент Мікі Кінг, фінансовий директор Накуй Вітталь, технічний директор Ендрю Уорнер і директор по сайту Стівен Ніда.
11 березня 2021 року Genius призначив Мікі Толівера Кінга, директора з маркетингу Washington Post, своїм новим президентом, змінивши на цій посаді співзасновника Ілена Зекорі. Зекорі залишиться в раді директорів компанії і продовжить брати участь в розробці стратегій. Кінг сказав журналу Variety: "Ніколи ще не було більш важливого часу для того, щоб робота художників і творчих людей звучала по всьому світу, а Genius був її рушійною силою. Для мене велика честь використовувати своє багаторічне прагнення з'єднати аудиторію з контентом, який вони цінують найбільше ". Вона приєдналася до компанії у другому кварталі 2021 року і буде курирувати доходи, контент, роботу з аудиторією і маркетинг разом з співзасновником і генеральним директором Томом Леманом.
Серед провідних артистів, що вносять свій внесок в Genius, — Lorde, Френк Оушен, Лін-Мануель Міранда, Selena Gomez, Phoebe Ryan, DJ Khaled, Nas, Eminem, Rivers Cuomo і Рік Рубін.